# Station Brzeg Głogowski
Station Brzeg Głogowski is een spoorwegstation in de Poolse plaats Brzeg Głogowski.